# The Haunting of Sharon Tate
The Haunting of Sharon Tate es una película de suspense y terror de 2019 dirigida por Daniel Farrands y protagonizada por Hilary Duff, Jonathan Bennett, Lydia Hearst, Pawel Szajda y Ryan Cargill. El filme está basado en los asesinatos cometidos en 1969 por la familia Manson.
El argumento está inspirado a su vez en una declaración efectuada por la actriz Sharon Tate durante una entrevista el 1 de agosto de 1968 con el columnista Dick Kleiner, en la cual confesó haber tenido una pesadilla en la que vio a un hombre siniestro en su dormitorio y a una persona degollada y atada a la barandilla de las escaleras por las que Tate trató de huir posteriormente, estando la actriz convencida de que esa persona eran Jay Sebring, su novio en aquel entonces, o ella. Este hecho tuvo lugar en el 9860 Easton Drive, en Benedict Canyon, donde Paul Bern, esposo de la actriz Jean Harlow, se había suicidado en 1932.

## Sinopsis
En agosto de 1968, la actriz Sharon Tate (Hillary Duff) habla con un periodista acerca de una pesadilla que tuvo en la cual ella y su anterior novio, el peluquero Jay Sebring (Jonathan Bennett), morían degollados en su casa, el 10050 Cielo Drive, en Los Ángeles. Un año después, Sharon, embarazada, regresa a su hogar tras haber pasado seis meses en Europa rodando su última película. Pese a la felicidad que siente por reencontrarse con sus amigos Jay, Gibby (Lydia Hearst) y Voytek (Pawel Szajda), una serie de extraños eventos hará que la joven empiece a sentirse insegura en la casa que tanto ama.

## Reparto
- Hilary Duff - Sharon Tate
- Jonathan Bennett - Jay Sebring
- Lydia Hearst - Abigail «Gibby» Folger
- Pawel Szajda - Wojciech «Voytek» Frykowsky
- Ryan Cargill - Steven Parent
- Tyler Johnson - Tex Watson
- Fivel Stewart -  Patricia «Yellow» Krenwinkel
- Bella Popa - Susan «Sadie» Atkins
- Ben Mellish - Charles Manson

## Producción

### Equipo técnico y reparto
En febrero de 2018 se anunció que Hilary Duff, Jonathan Bennett y Lydia Hearst formarían parte del elenco, con Daniel Farrands a cargo de escribir y dirigir la película. Por su parte, Lucas Jarach y Eric Brenner servirían como productores mientras que Jim Jacobsen y Jorge Garcia Castro fungirían como productores ejecutivos bajo la productora Skyline Entertainment. Sumado a esto, Duff sirvió también como productora ejecutiva.

### Rodaje
Duff, para quien esta fue su primera cinta de terror, completó el rodaje de sus escenas en dos semanas. Según Dan Riddle, editor del filme, algunas secuencias pensadas para ser rodadas a velocidad normal tuvieron que ser filmadas a cámara lenta para alargar la película. Por otro lado, el 11 de julio de 2018 Lydia Hearst publicó en instagram tres fotografías en las cuales la actriz figuraba haciendo ADR (Additional Dialogue Replacement) para el largometraje. Este procedimiento, acometido en la fase de posproducción, consiste en el doblaje de los diálogos de los personajes por parte de los mismos actores que los interpretan así como en el registro de diferentes efectos sonoros, tales como gritos y jadeos, cuando el audio original no es correctamente captado por el micrófono durante la grabación original.

## Recepción
La película, estrenada el 5 de abril de 2019 y distribuida por Saban Films, quien adquirió los derechos de distribución de la cinta en noviembre de 2018, obtuvo críticas negativas. En el sitio web Rotten Tomatoes la película ostenta un porcentaje de aceptación del 19% basado en 32 críticas, con una puntuación de 3,12 sobre 10. Según el consenso general de la página: «The Haunting of Sharon Tate deshonra los eventos que busca dramatizar con una pobre actuación y una explotación ofensiva tomada de una tragedia de la vida real». En Metacritic, el filme posee una puntuación de 8 sobre 100 basada en 10 críticas, indicando a su vez un «abrumador disgusto» hacia el largometraje.
Owen Gleiberman, de la revista Variety, dio al filme una crítica negativa, escribiendo: «La mezquina locura de la película — su fracaso de imaginación y moralidad — es que de hecho hace todo lo posible para convertir los asesinatos Manson en un basura de terror». Frank Scheck, de The Hollywood Reporter, se refirió a Duff como «malentendida» en el papel principal, escribiendo que la cinta «merece la oscuridad instantánea para la cual está ciertamente destinada». David Ehrlich, de IndieWire, otorgó al largometraje una nota de «D-», calificándola de «insondablemente mala» y escribiendo que «muestra los días finales de la vida de Tate con toda la sensibilidad de una película snuff». Noel Murray, de Los Angeles Times, escribió por su parte que el filme «convierte el culto de los crímenes de Manson en pasto para un thriller B de mala calidad». William Bibbiani, de TheWrap, escribió: «Es muy temprano para llamar The Haunting of Sharon Tate la peor película del año. Pero si no lo es, va a ser un 2019 duro». Sheila O'Malley, de RogerEbert.com, dio a la cinta 0 estrellas de un total de 4, calificándola de «pésima de principio a fin». Del mismo modo, Debra Tate, hermana de Sharon, mostró abiertamente su rechazo al largometraje.
Por otro lado, la película recibió críticas positivas por parte de Starbust Magazine, Cinedump, Horror News, Abort Mag, Creative Screenwriting, World Film Geek, Film Threat, Cultured Vultures, His Name is Death y We Live Entertainment, con muchos de ellos citando la actuación de Duff y el tema espiritual de la película así como su sorprendente final.

## Premios y nominaciones
| Año  | Premio                                          | Categoría                                                          | Candidato(s)                                                       | Resultado | Ref.   |
| ---- | ----------------------------------------------- | ------------------------------------------------------------------ | ------------------------------------------------------------------ | --------- | ------ |
| 2019 | Hollywood Reel Independent Film Festival Awards | Mejor película                                                     | The Haunting of Sharon Tate                                        | Nominada  | [ 25 ] |
| 2019 | Hollywood Reel Independent Film Festival Awards | Mejor película de terror                                           | The Haunting of Sharon Tate                                        | Ganadora  | [ 25 ] |
| 2019 | Hollywood Reel Independent Film Festival Awards | Mejor director                                                     | Daniel Farrands                                                    | Ganadora  | [ 25 ] |
| 2019 | Hollywood Reel Independent Film Festival Awards | Mejor actriz                                                       | Hilary Duff                                                        | Ganadora  | [ 25 ] |
| 2020 | Golden Raspberry Awards                         | Peor película                                                      | Lucas Jarach, Daniel Farrands y Eric Brenner                       | Nominadas | [ 26 ] |
| 2020 | Golden Raspberry Awards                         | Peor actriz                                                        | Hilary Duff                                                        | Ganadora  | [ 26 ] |
| 2020 | Golden Raspberry Awards                         | Peor guion                                                         | Daniel Farrands                                                    | Nominado  | [ 26 ] |
| 2020 | Golden Raspberry Awards                         | Peor desprecio temerario por la vida humana y la propiedad pública | Peor desprecio temerario por la vida humana y la propiedad pública | Nominada  | [ 26 ] |